# Shibi (köpinghuvudort i Kina, Jiangxi Sheng)
Shibi är en köpinghuvudort i Kina. Den ligger i provinsen Jiangxi, i den sydöstra delen av landet, omkring 31 kilometer väster om provinshuvudstaden Nanchang. Antalet invånare är 18 922. Befolkningen består av 9 382 kvinnor och 9 540 män. Barn under 15 år utgör 27,0 %, vuxna 15-64 år 57 %, och äldre över 65 år 14,0 %.
Runt Shibi är det tätbefolkat, med 356 invånare per kvadratkilometer. Närmaste större samhälle är Shibuxiang, 17,9 km sydost om Shibi. I omgivningarna runt Shibi växer i huvudsak blandskog.
Genomsnittlig årsnederbörd är 2 096 millimeter. Den regnigaste månaden är juni, med i genomsnitt 340 mm nederbörd, och den torraste är oktober, med 36 mm nederbörd.